# Aiqqujat Islands
Aiqqujat Islands – grupa niezamieszkanych wysp należąca do archipelagu arktycznego znajdująca się w regionie Kivalliq, Nunavut, Kanada. Położone są w Zatoce Wagera i są częścią Parku Narodowego Ukkusiksalik.